# 기타나카지마촌
기타나카지마촌(일본어: 北中島村)은 일본 오사카부 니시나리군에 설치되었던 촌이다. 현재의 오사카시 요도가와구 북동부와 히가시요도가와구 서부에 해당한다.

## 역사
- 1889년 4월 1일 - 정촌제 시행에 따라 니시나리군 기타나카지마촌이 발족.
- 1925년 4월 1일 - 오사카시에 편입되어, 히가시요도가와구 소속이 됨.
- 1974년 7월 22일 - 분구에 따라, 구 촌역의 대부분이 요도가와구의 일부이 됨.

## 교통

### 철도
- 한신 전기 철도
  - 한큐 다카라즈카 본선

## 참고문헌
- 角川日本地名大辞典 27 大阪府